# سالينا
سالينا (بالإنجليزية: Salina, Kansas)‏ هي مدينة تقع بولاية كانساس في الولايات المتحدة. تبلغ مساحة هذه المدينة 65.14 (كم²)، وترتفع عن سطح البحر م، بلغ عدد سكانها 47707 نسمة في عام 2010 حسب إحصاء مكتب تعداد الولايات المتحدة وتصل الكثافة السكانية فيها auto نسمة/كم2.

## التركيبة السكانية
قام مكتب تعداد الولايات المتحدة بتحديد بيانات التركيبة السكانية لسالينافي تعداد الولايات المتحدة. في ما يلي، التركيبة السكانية حسب تعدادي 2000 و2010.

### تعداد عام 2000
بلغ عدد سكان سالينا 45,679 نسمة بحسب تعداد عام 2000، وبلغ عدد الأسر 18,523 أسرة وعدد العائلات 11,873 عائلة مقيمة في المدينة. في حين سجلت الكثافة السكانية 2,009.6 نسمة لكل ميل مربع (775.9/كم2). وبلغ عدد الوحدات السكنية 19,599 وحدة بمتوسط كثافة قدره 862.2 نسمة لكل ميل مربع (332.9/كم2).
وتوزع التركيب العرقي للمدينة بنسبة 6.71% من الهسبانيون أو اللاتينيون من أي عرق.
```
وبلغت نسبة 
الأزواج
 القاطنين مع بعضهم البعض 49.8% من أصل المجموع الكلي للأسر، ونسبة 10.5% من الأسر كان لديها معيلات من الإناث دون وجود شريك، وكانت نسبة 35.9% من غير العائلات. تألفت نسبة 30.1% من أصل جميع الأسر من أفراد ونسبة 11.3% كانوا يعيش معهم شخص وحيد يبلغ من العمر 65 عاماً فما فوق. وبلغ متوسط حجم الأسرة المعيشية 2.98، أما متوسط حجم العائلات فبلغ 2.39.
```

بلغ العمر الوسطي للسكان 35 عاماً. وكانت نسبة 25.9% من القاطنين تحت سن الثامنة عشر، وكانت نسبة 10.0% بين الثامنة عشر والأربعة وعشرون عاماً، ونسبة 28.7% كانت واقعةً في الفئة العمرية ما بين الخامسة والعشرون حتى والأربعة وأربعون عاماً، ونسبة 21.1% كانت ما بين الخامسة والأربعون حتى الرابعة والستون، ونسبة 14.3% كانت ضمن فئة الخامسة والستون عاماً فما فوق. يوجد لكل 100 أنثى 95.8 ذكر، ويوجد لكل 100 أنثى في الثامنة عشر من عمرها فما فوق 92.8 ذكر.
بلغ متوسط دخل الأسرة في المدينة 36,066 دولار، أما متوسط دخل العائلة فبلغ 45,433 دولار. وكان متوسط دخل الذكور 31,250 دولار مقابل 21,944 دولار للإناث. وسجل دخل الفرد الخاص بالمدينة 18,593 دولار. وكانت نسبة 6.7% من العائلات ونسبة 9.6% من السكان تحت خط الفقر، وكان من هؤلاء نسبة 10.6% تحت سن الثامنة عشر ونسبة 9.2% في الخامسة والستين من العمر وما فوق.

### تعداد عام 2010
بلغ عدد سكان ساليسفيل 129 نسمة بحسب تعداد عام 2010، وبلغ عدد الأسر 50 أسرة وعدد العائلات 34 عائلة مقيمة في القرية. في حين سجلت الكثافة السكانية 1,290.0 نسمة لكل ميل مربع (498.1/كم2). وبلغ عدد الوحدات السكنية 58 وحدة بمتوسط كثافة قدره 580.0 لكل ميل مربع (223.9/كم2).
وتوزع التركيب العرقي للقرية بنسبة 96.9% من البيض و 1.6% من الأمريكيين الأفارقة و 1.6% من عرقين مختلطين أو أكثر.
بلغ عدد الأسر 50 أسرة كانت نسبة 42.0% منها لديها أطفال تحت سن الثامنة عشر تعيش معهم، وبلغت نسبة الأزواج القاطنين مع بعضهم البعض 54.0% من أصل المجموع الكلي للأسر، ونسبة 6.0% من الأسر كان لديها معيلات من الإناث دون وجود شريك، بينما كانت نسبة 8.0% من الأسر لديها معيلون من الذكور دون وجود شريكة وكانت نسبة 32.0% من غير العائلات. وبلغ متوسط حجم الأسرة المعيشية 3.15، أما متوسط حجم العائلات فبلغ 2.58.
بلغ العمر الوسطي للسكان 37.5 عاماً. وكانت نسبة 26.4% من القاطنين تحت سن الثامنة عشر، وكانت نسبة 13.9% بين الثامنة عشر والأربعة وعشرون عاماً، ونسبة 24.8% كانت واقعةً في الفئة العمرية ما بين الخامسة والعشرون حتى والأربعة وأربعون عاماً، ونسبة 23.3% كانت ما بين الخامسة والأربعون حتى الرابعة والستون، ونسبة 11.6% كانت ضمن فئة الخامسة والستون عاماً فما فوق. وتوزع التركيب الجنسي للسكان بنسبة 49.6% ذكور و50.4% إناث.

## وصلات خارجية
- The US50 - Cities and Towns in Kansas State